# Мотеюнас, Йонас
Йонас Матас Мотеюнас (лит. Jonas Matas Motiejūnas; род. 7 декабря 1974) — американский и литовский легкоатлет, специалист по бегу на короткие дистанции. Выступал на профессиональном уровне в 1994—2002 годах, многократный победитель и призёр крупных студенческих соревнований в США, чемпион Литвы в дисциплинах 200 и 400 метров, участник летних Олимпийских игр в Сиднее.

## Биография
Йонас Мотеюнас родился 7 декабря 1974 года. Детство провёл в США — в городе Скотсдейл, штат Аризона. Имеет брата-близнеца Томаса, который тоже добился определённых успехов в беге.
Занимался лёгкой атлетикой во время учёбы в Технологическом институте Джорджии в 1993—1999 годах, состоял в институтской легкоатлетической команде «Джорджия Тек Йеллоу Джекетс», с которой неоднократно выступал на различных студенческих соревнованиях в США, в частности в 1994 и 1998 годах дважды становился чемпионом Конференции атлантического побережья в эстафете 4 × 400 метров, а в 1999 году выиграл 800 метров. Шесть раз получал статус всеамериканского спортмена. Окончил институт, получив степень бакалавра наук в области менеджмента.
В 1999 году в беге на 400 метров одержал победу на чемпионате Литвы в Каунасе, в составе литовской сборной успешно выступил на нескольких международных турнирах в Каунасе.
Летом 2000 года принял участие в чемпионате Литвы в Каунасе, где превзошёл всех соперников в дисциплинах 200 и 400 метров. Благодаря этому успешному выступлению удостоился права защищать честь страны на летних Олимпийских играх в Сиднее — участвовал в программе бега на 400 метров, однако уже на предварительном квалификационном этапе вынужден был сойти с дистанции из-за травмы.
В 2001 и 2002 годах ещё выиграл несколько медалей на различных стартах в США, после чего завершил спортивную карьеру.
Впоследствии работал консультантом по продажам в ряде коммерческих компаний в Атланте. В 2008 году вернулся в Технологический институт Джорджии, чтобы получить степень магистра делового администрирования.
За выдающиеся спортивные достижения в 2010 году введён в Зал славы Технологического института Джорджии.